# Domingo Garcia y Vásquez

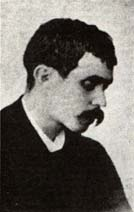
Retrato de Domingo Garcia y Vázquez.

Domingo Garcia y Vásquez (Vigo, Espanha, 1859 — Rio de Janeiro, 18 de janeiro de 1912) foi um pintor hispano-brasileiro.

## Biografia
Ainda menino veio para o Brasil com seu pai. Em 1879 matriculou-se na Academia Imperial de Belas Artes, e tendo sido um aluno brilhante, fez por merecer menção honrosa em 1880, medalha de prata em 1881, pequena medalha de ouro e menção honrosa em 1882. 
Na última exposição organizada pela Academia Imperial, realizada no ano de 1884, Garcia concorreu com cinco paisagens, tendo recebido como premiação a segunda medalha de ouro. Aluno de Georg Grimm, seguiu o mestre quando este deixou a escola, passando a integrar o chamado Grupo Grimm cujos integrantes, instigados por seu professor, costumavam pintar ao ar livre em Niterói.
No ano de 1885 viajou para Paris, onde recebeu aulas de Hector Hanoteau e Henri-Joseph Harpignies, retornando ao Brasil em 1888.